# Teopisca
Teopisca è un comune del Messico, situato nello stato di Chiapas.